# 三条藩
三条藩（さんじょうはん）は、越後国蒲原郡三条（現在の新潟県三条市）を居所として、江戸時代前期に短期間存在した藩。1616年、外様大名の市橋氏が入部し、新たな三条城（近世三条城）を築城した。その後入部した稲垣氏の転出により、1623年に廃藩となった。
なお、三条地域は中世より蒲原郡の政治中心地であり、市橋氏入部以前にも春日山藩（高田藩）の重臣が三条城（三条島ノ城）の城主を務めた。その時代も含めて「三条藩」とする解釈もある。

## 歴史

### 前史

#### 戦国期の三条
室町時代、上杉氏とともに越後に入った長尾氏は、三条を蒲原郡支配の拠点とした。長尾氏が守護代として府中（現在の新潟県上越市直江津周辺）に常駐するため移ると、長尾氏の被官である山吉氏が蒲原郡支配を預かった。
山吉氏は、信濃川西岸に位置する三条城（三条島ノ城、あるいは三条島城。三条市上須頃付近）を拠点とした。山吉豊守の死後、三条城には神余親綱・甘粕景持（長重）が入った。

#### 堀家重臣・堀直政家
慶長3年（1598年）、上杉景勝は会津に移され、堀秀治が一族・与力大名とともに越後国に入部した。このとき、三条城にはその重臣・堀直政が城代（城番）として入り、5万石を治めた。『寛政重修諸家譜』（以下『寛政譜』）では「慶長三年太閤より秀政に越後国をたまふのとき、直政も同国沼垂郡にをいて五万石を領し、三条城に住す」とある。
慶長5年（1600年）の関ヶ原の役において、越後の堀一族は東軍に属し、上杉景勝が扇動した上杉遺民一揆と戦った。堀直政は柏崎に出陣して一揆を鎮定。その子の直清は三条城に在城しており、8月4日に三条城に押し寄せた一揆勢を撃退、次いで加茂山の砦（現在の加茂市加茂字要害山）に拠った上杉勢を9月8日に討つ功績を挙げた。
直政は慶長13年（1608年）に「越後国高田において」死去。直清が家督を継ぎ、宗家（越後福島藩主）の堀忠俊に属した（なお、直清の妻は堀秀政の娘であり、忠俊から見て直清は義理のおじにあたる）。直清は弟の直寄と対立しており、慶長15年（1610年）に対立は徳川家康の裁定にかけられることとなった。結果、直清は宗家の堀忠俊とともに改易され、直清は出羽山形藩主最上義光に預けられた（越後福嶋騒動）。

#### 松平忠輝付家老・松平重勝
堀家の改易後、越後国には松平忠輝が入封した。元大番頭の松平重勝（能見松平家の松平重吉の四男）が忠輝に家老として附属され（御附家老）、三条城と2万石の領知を与えられた。重勝の地位は三条城代とも表現される。
元和2年（1616年）に忠輝が改易されると、重勝は召し返されて徳川秀忠に仕え、翌元和3年（1617年）に下総関宿藩2万6000石を与えられた。

### 藩史：近世三条城の築城

#### 市橋家の時代
元和2年（1616年）8月、伯耆矢橋藩主であった外様大名の市橋長勝が、2万石を加増の上、4万1300石で三条に入部した。
長勝は大坂の陣で功績のあった大名で、とくに夏の陣においては所領である河内国交野郡星田（現在の大阪府交野市星田）を守備し、大坂方面へ前進する徳川家康が一時期星田に本陣を構えた。『寛政譜』によれば元和2年（1616年）、死に臨んだ家康は、市橋長勝・堀直寄（信濃飯山藩主）・松倉重政（大和五条藩主）・桑山一直（大和新庄藩主）および別所孫次郎（大和国内2500石）を呼び出し、譜代の士とともに秀忠に仕えるよう遺言した。長勝は江戸に赴き、秀忠に拝謁した。
長勝は、従来の三条城（三条島ノ城）が洪水の被害を受けやすいことから、信濃川を挟んで東に新たな三条城（現在の三条市元町付近）を築城した。城下町の建設、新田開発や伝馬制度の設立などに尽力した。しかし、元和6年（1620年）3月17日に死去した。
長勝には実子がなく、これを理由として旧領は収公された。しかし、長勝の甥で別家を立てていた市橋長政が家督を継ぐことが認められ、近江国蒲生郡・野洲郡ならびに河内国交野郡の3郡で2万石が与えられた。長政は蒲生郡仁正寺村（現在の滋賀県蒲生郡日野町西大路）を居所とし、仁正寺藩を立藩した。市橋家が三条藩から仁正寺藩へ減転封されたと見なされる。

#### 稲垣家の時代
元和6年（1620年）、越後国藤井藩2万石を治めていた譜代大名の稲垣重綱が、蒲原郡で3000石を加増されて三条城を与えられ、三条藩主となって移った。元和9年（1623年）、大坂定番が設けられると、重綱が大坂城玉造口の定番に、高木正次が京橋口の定番に任じられた。
大坂定番が制度化されると、その職務のために大坂近辺に移封、あるいは加増地を与えられるようになる。『角川日本地名大辞典』は、重綱の大坂定番就任に伴い、元和9年（1623年）に三条藩は廃藩となり、旧藩領は幕府領となったと記す。『角川新版日本史辞典』も同様の見解を採る。三条城は寛永19年（1642年）に破却された。
『寛政譜』では、大坂定番就任時の領地変更を記していない。重綱は慶安元年（1648年）に大坂城代に昇進、翌慶安2年（1649年）に大坂城代を辞したのち、慶安4年（1651年）に三河刈谷藩主となった。

## 歴代城主・藩主
『角川日本地名大辞典』『日本大百科全書(ニッポニカ)』は、市橋家・稲垣家のみを「三条藩主」とし、堀直政・直清父子や松平重勝は独立の大名とみなさない（前者は堀家重臣、後者は松平忠輝重臣の扱い）。『角川新版日本史辞典』は、市橋家・稲垣家に加えて堀直政家も三条藩主の歴代に含む。

### 堀家
外様 5万石
1. 直政（なおまさ）
2. 直清（なおきよ）

### 松平（能見）家
譜代 2万石
1. 重勝（しげかつ）

### 市橋家
外様 4万1300石→2万石
1. 長勝（ながかつ）
2. 長政（ながまさ）

### 稲垣家
譜代 2万3000石
1. 重綱（しげつな）

## 領地

### 三条町
市橋長勝が建設した近世三条城は、現在の三条市元町の三条市立図書館（旧三条市立三条小学校敷地）付近に所在し、城下町「三条町」はその北側（現在の三条市東裏館・西裏館周辺）を中心としていた。三条藩の廃藩・三条城の廃城後、旧城下町は衰微して「三条村」と呼ばれるようになった。
一方、旧三条城周辺の空き屋敷や畑地の開発が行われ、新たな町場（「三条新田」
「三条出新田」あるいは「出新田三条町」）が発展するようになった。万治元年（1658年）に三条村から新たな町場が「三条町」として独立した。延宝3年（1675年）、三条村と三条町の名が紛らわしいことから、三条村は「裏館村」に改称した。
近世三条町は信濃川・五十嵐川舟運の河岸、北国街道・三国街道の枝宿であり、商業都市・宿場町として栄えた。当地は慶安2年（1649年）年に村上藩領となるが、三条は村上藩の飛び地である「四万石領」の中心地となり、元禄元年（1688年）には陣屋がおかれた。元禄3年（1690年）には東本願寺掛所（のちの真宗大谷派三条別院）が設立され、陣屋町・門前町の性格も帯びた。